# Slasher
Cet article concerne le sous-genre cinématographique. Pour la série télévisée, voir Slasher (série télévisée).
Pour le couteau suisse humain, voir Slasheur.
 (novembre 2015).
Si vous disposez d'ouvrages ou d'articles de référence ou si vous connaissez des sites web de qualité traitant du thème abordé ici, merci de compléter l'article en donnant les références utiles à sa vérifiabilité et en les liant à la section « Notes et références ».
 Pour plus de détails, voir le corps de l'article.
Le slasher (abréviation de l’anglais américain slasher movie) est un sous-genre cinématographique du film d'horreur.
Un slasher met systématiquement en scène les meurtres d’un tueur psychopathe, parfois défiguré ou masqué, qui élimine méthodiquement les membres d'un groupe de jeunes ou d'autres personnes, souvent à l’arme blanche et principalement pendant la nuit.
Ce terme n'a pas d'équivalent dans le champ lexical du  cinéma français. Il est apparu dans les années 1970 chez certains universitaires anglo-saxons comme Vera Dika et Carol Clover. Il a été repris par la presse spécialisée française qui, avant cela, faute de mieux, employait généralement le mot psycho-killer movie, littéralement « film de tueur psychopathe ».

## Origines

### Origines américaines
L'anglicisme  slasher est l'abréviation de l'américain slasher movie. Le terme est formé à partir de la base verbale slash, « couper, taillader, sabrer ». Selon le Cambridge English Dictionnary, slasher a pour définition « a person who kills or injures people using a knife » (une personne qui tue ou blesse des gens en utilisant un couteau).
De nombreux films produits aux États-Unis à partir du tout début des années 1960 ont été rattachés a posteriori au sous-genre slasher : d'abord par Vera Dika dans son essai Games of Terror (1990) puis par Carol Clover avec Men, Women, and Chainsaws (1993). D'un point de vue stylistique, ces auteurs s'accordent cependant à restreindre aux années 1974-1978 le moment clé de l'apparition du slasher movie.
Psychose (1960) d’Alfred Hitchcock, ou encore Le Voyeur de Michael Powell (1960), peuvent être considérés comme des films inspirateurs du genre mais ils ne sont pas les premiers à mettre en scène un psychopathe qui tue des femmes ou des jeunes à l'arme blanche. Le film britannique La Maison de l'épouvante en 1969 peut également être assimilé à l'un des inspirateurs du genre.
Bien que parfois assimilé au slasher, Massacre à la tronçonneuse (1974) relève davantage du survival, genre qui se démarque notamment par sa brutalité et par son postulat scénaristique différent (le survival met généralement en scène des personnages perdus en milieu hostile et isolé, sur le territoire d'une personne ou d'un groupe de dégénérés). Le film Black Christmas  de Bob Clark (1974) est parfois aussi considéré comme initiateur du genre aux États-Unis.

### Origines italiennes

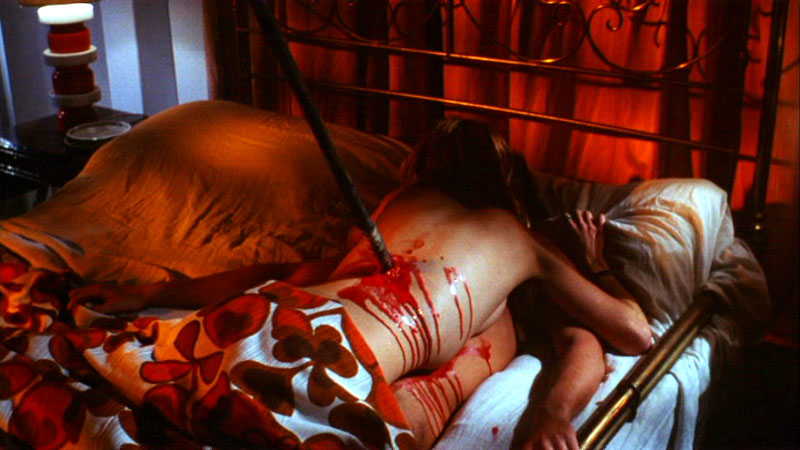
Une scène de meurtre de La Baie sanglante très connue et maintes fois plagiée, où deux adolescents en plein coït se font empaler.

Mais c'est aussi en Europe que le genre trouve ses racines. Les giallos ou « gialli » italiens sont des films où des cadavres s'accumulent au fil de l'intrigue, souvent associé à une bonne dose d'érotisme et d'horreur psychologique. Les gialli mettent en scène des tueurs non identifiés qui assassinent de façon raffinée. Les intrigues des gialli ont tendance à être farfelues et improbables, faisant parfois appel à des éléments surnaturels,. Torso de Sergio Martino (1973) mettait en scène un tueur masqué s'attaquant à de belles étudiantes aux mœurs légères pour se venger d'un méfait passé. Le point culminant de Torso est l'affrontement d'une dernière survivante avec le tueur dans une villa isolée. Les gialli n'étaient pas exclusivement italiens : le film britannique Meurtre à haute tension (1971) ou le long métrage espagnol Une libellule pour chaque mort (1974) sont considérés comme faisant partie du genre. Les gialli étaient populaires jusqu'aux États-Unis. La Baie sanglante (1971) de Mario Bava débute comme dans un giallo par un meurtre perpétré par un mystérieux assassin aux gants de cuir. Puis, subitement, le tueur enlève ses gants et son identité est immédiatement révélée. Ainsi, Bava bascule vers un autre genre, il initie de nouveaux codes. Bava a ainsi signé l'acte de naissance du slasher selon plusieurs analystes,,. Il a grandement inspiré Vendredi 13 (1980) et sa suite de 1981, Le Tueur du vendredi. Le Tueur du vendredi a spécifiquement « suivi l'inspiration de Bava en présentant des jeunes gens sous la menace d'une mort brutale dans de magnifiques décors boisés ». Des critiques ont néanmoins analysé une différence fondamentale entre La Baie sanglante et ses plagiats américains : « Bava ne se contente pas d’appliquer à son film un programme purement mécanique, où la mort serait délivrée avec méthode et froideur, par une entité masquée et anonyme. La véritable rupture de La Baie sanglante réside dans l’absence de personnage positif auquel le spectateur pourrait s’identifier, ou tout simplement ressentir de l’empathie ». Pezzotta déclare quant à lui « Les slasher comme Vendredi 13 semblent l'avoir copié sans vergogne, sans avoir compris l'essentiel : que Bava ne respecte aucune règle. Et il est non seulement plus cultivé et plus ironique que ses supposés épigones, mais aussi beaucoup plus méchant ».

## Âge d'or
La série des Vendredi 13, lancée en 1980, est avec celle des Halloween, des Phantasm et, plus tard, des Scream, la plus célèbre représentation d’un genre dont la formule reste sensiblement inchangée d'un épisode à l'autre : petit budget, acteurs jeunes et débutants, tueur masqué effrayant appelé à devenir culte, meurtres nombreux et sanglants à l'arme blanche (même si Halloween reste un peu plus suggestif). Peter Hutching, dans The Horror Film (2004), propose de nuancer et de distinguer avant et après la sortie d'Halloween : le style évolue et, surtout, les producteurs réclament une suite et mettent en place un système récurrent commercialement rentable.
La particularité du slasher est qu'il met en avant le psychopathe auteur des crimes, de par son histoire, son mode opératoire et son accoutrement. On se souvient souvent davantage du meurtrier des films que de ceux qui doivent le combattre, ce qui fait de lui une sorte de mythe. Ce genre de personnage est appelé en anglais bogeyman (ou boogeyman), en français « croque-mitaine », terme d'ordinaire utilisé pour faire peur aux enfants dans des histoires effrayantes, inventées de toutes pièces pour les rendre plus « sages ».
Meurtres à la St-Valentin en 1981, ou encore la série des Freddy lancée par Wes Craven en 1984, sont d'autres titres culte du slasher.
Commencé discrètement en 1971 (voir plus haut), cette période atteindra son point culminant au milieu des années 1980 avant de retomber à plat, Kyle Atwood considérant qu'elle s'achève en 1984 mais Adam Rockoff, dans le livre Going to Pieces, parle, lui, plutôt de l'année 1986.
Certains films postérieurs peuvent néanmoins être considérés du genre slasher comme Week-end de terreur (April Fool's Day) de 1986 et Stage Fright (Déliria) de 1987.
L'année 1982, d'après darkmovies.be, est l'année record de sortie du nombre de film d'horreur abordant tous les genres.
L'année suivante est certainement celle où sont abordés les thèmes les plus variés reflétant les maux de nos sociétés, pension de famille dans The House on Sorority Row, magicien mécontent dans Nuit noire, esprit et père de famille tueur dans Madman, acteur sortant de sa tombe dans Horror Star et, pour terminer enfin, pendant un camp d'été sur le problème des adolescents en tous genres dans Massacre au camp d'été, dont la sortie est datée du 18 novembre 1983.
Dans les années 1970 et 1980, les critiques, au moment de la sortie de ces films, furent souvent négatives : les premiers opus de Halloween et de Vendredi 13 font cependant partie des films d'horreur les plus rentables du box-office, et certains sont devenus des films culte, cités ou servant de référence à d'autres productions dans lesquelles les réalisateurs s'amusent ainsi avec les spectateurs.

## Second souffle
Après les suites en série de Vendredi 13, Halloween, Phantasm, Freddy, Hellraiser, Chucky, Warlock, et de nombreux ersatz, le slasher semble perdre de l’importance, se faisant de plus en plus rare à la fin des années 1980 et au début des années 1990.
En 1996, Wes Craven et le scénariste Kevin Williamson dépoussièrent le genre avec Scream, en reprenant les ingrédients de la vieille recette (un tueur masqué sème la panique dans un groupe de jeunes gens) pour mieux les détourner et s'en moquer. Le film réveille l’intérêt des spectateurs et Wes Craven renoue avec le succès. Il fut d’une telle ampleur que le film connut trois suites et plusieurs parodies, et lança à lui seul une nouvelle vague de slashers plus communément appelés « neo slashers », comprenant des titres comme Souviens-toi… l’été dernier, Urban Legend ou l’épisode anniversaire d’« Halloween », Halloween, 20 ans après. À tort pour certains, on peut même citer Destination finale, où la mort elle-même tient lieu de boogeyman. Quasi toutes les œuvres phare des années 1970-80 ont également eu droit à leur remake : Massacre à la tronçonneuse en 2003, Black Christmas en 2006, Halloween en 2007, Vendredi 13 en 2009, Les Griffes de la nuit en 2010...
Le « neo slasher » meurt au tout début des années 2000, victime de la lassitude du public, qui préfère désormais rire du genre, comme l'atteste le succès de Scary Movie (2000), parodie du slasher. Keenen Ivory Wayans déclare lors de la sortie de son film : « Quelqu'un a eu cette brillante idée de mettre la bande-annonce d'Urban Legend 2 avant Scary Movie. Le public a sifflé pendant toute la durée de la bande-annonce. Ils étaient venus rire de ce genre et on essayait encore de leur revendre. Le slasher doit à tout prix changer de formule. Le public s'est blasé. »  La vague de « neo slashers » (films dans l'ensemble relativement soft et cyniques) laissera sa place à une nouvelle vague de films d’horreur, plus durs et plus violents : le survival et le film de zombies, genres typiques des années 1970 à la violence marquée, font leur retour, suivis de près par les torture porns (Saw, Hostel), qui correspondent davantage aux attentes du spectateur des années 2000. Mais malgré sa progressive disparition, le genre semble avoir encore de nombreux adeptes, comme l'atteste le succès du jeu vidéo Until Dawn, sorti en août 2015 sur PS4, qui reprend les codes du slasher movie et met en scène un groupe d'adolescents se réunissant dans un chalet à l'occasion du premier anniversaire de la mort de deux de leurs amies, des jumelles qui ont disparu dans les bois après qu'ils leur ont joué un mauvais tour. Depuis 2015, le genre semble aussi s’installer doucement à la télévision, notamment avec l'adaptation télévisée de Scream ou encore la très satirique Scream Queens.

## Définition du sous-genre
Dans son livre Games of Terror, Vera Dika définit le sous-genre par sa structure archétypée :
Événement passé :
1. Le groupe de jeunes s'est rendu coupable d'une mauvaise action (Souviens-toi… l'été dernier)
2. Le tueur a vu une faute, une mauvaise action (Halloween, Les Griffes de la nuit)
3. Le tueur a vécu une expérience tragique/traumatisante (Vendredi 13, Carnage, Scream).
4. Le tueur assassine les fautifs du groupe de jeunes.

Événement présent :
1. Une fête commémorant un événement.
2. La volonté destructrice du tueur est réactivée.
3. Le tueur reconnaît les coupables.
4. Un membre d'un ancien groupe avertit le groupe de jeunes (optionnel).
5. La bande de jeunes ne fait pas attention.
6. Le tueur traque les jeunes du groupe.
7. Le représentant d'une force, tel un détective, essaye d'éliminer le tueur. Il est généralement assassiné.
8. L'assassin élimine certains jeunes.
9. Le héros/l'héroïne voit le déroulement des meurtres.
10. Le héros/l'héroïne voit le tueur.
11. Le héros/l'héroïne se bat avec le tueur.
12. Le héros/l'héroïne tue ou triomphe du tueur.
13. Le héros/l'héroïne survit.
14. Mais le héros/l'héroïne n'est pas libéré du tueur/de la malédiction.

## Personnages deslasher
- Benjamin Willis (les deux premiers Souviens-toi... l’été dernier)
- The Warlock (Warlock)
- Leatherface (Massacre à la tronçonneuse)
- Michael Myers (Halloween)
- The Tall Man (Phantasm)
- Jason Voorhees (Vendredi 13)
- Freddy Krueger (Freddy)
- Herbert West (Re-Animator)
- Pinhead (Hellraiser)
- Matt Cordell (Maniac Cop et ses deux suites)
- Chucky (Chucky)
- Candyman (Candyman)
- Leprechaun (Leprechaun)
- Ghostface (Scream)
- Wishmaster (Wishmaster)
- Jeepers Creepers (Jeepers Creepers)
- Victor Crowley (Hatchet)
- Angela Franklin (La Nuit des démons)
- Chromeskull (Laid to Rest et  Laid to Rest 2)
- Art le Clown (Terrifier)
- Pearl (Pearl)
- Maxine Minx (X et MaXXXine)